# Yoshinori Abe
Yoshinori Abe (Kanagawa, 10 september 1972) is een voormalig Japans voetballer.

## Carrière
Yoshinori Abe speelde tussen 1991 en 2001 voor Verdy Kawasaki, Vegalta Sendai, Tosu Futures, Shonan Bellmare en Kawasaki Frontale.